# Sagesse (personnification)
La sagesse est souvent personnifiée sous l'apparence d'une femme juste, un motif récurrent dans les textes religieux et philosophiques, en particulier dans le Livre des Proverbes de la Bible hébraïque et dans d'autres écrits juifs et chrétiens.
La Septante grecque, ainsi que les versions hébraïques de Qumran et de Massada du Livre de Ben Sira, se terminent par un passage où un personnage parle à la première personne avec la voix de la Sagesse, comme dans le Livre des Proverbes, bien qu'il ne soit pas certain que cela ait été ajouté au livre à partir d'un autre ouvrage. Une personnification moins évidente de la Sagesse se trouve également dans le psaume du rouleau de Qûmran de la grotte n°11.
La littérature sapientiale est un genre littéraire répandu dans l'Antiquité au Proche-Orient. Elle se distingue par des proverbes et des maximes destinés à enseigner des principes divins et moraux. L'idée centrale de la littérature de sagesse est que, bien qu'elle utilise des techniques narratives traditionnelles, elle cherche également à offrir des connaissances profondes sur la nature et la réalité.

## Ancien Testament et textes juifs
Les Livres sapientiels ou « Livres de la Sagesse » sont un terme utilisé dans les études bibliques pour désigner un sous-ensemble des livres de la Bible hébraïque dans la version Septante. Ces livres sont au nombre de sept, à savoir les livres de Job, les Psaumes, les Proverbes, l'Ecclésiaste, le Livre de la Sagesse, le Cantique des Cantiques (Cantique de Salomon) et l'Ecclésiaste. Tous les Psaumes ne sont pas généralement considérés comme appartenant à la tradition sapientielle.
Dans le judaïsme, les Livres de Sagesse sont considérés comme faisant partie des Ketuvim ou « Écrits ». Dans le christianisme, Job, les Psaumes, les Proverbes et l'Ecclésiaste sont inclus dans l'Ancien Testament par toutes les traditions, tandis que la Sagesse, le Cantique des Cantiques et l'Ecclésiaste sont considérés dans certaines traditions comme deutérocanoniques.
Les livres sapientiels s'inscrivent dans la vaste tradition de littérature sapientiale largement répandue dans le Proche-Orient ancien et qui comprend des écrits de nombreuses religions autres que le judaïsme.

### Septante
Le nom grec sophia est la traduction de « sagesse » dans la Septante grecque pour l'hébreu חכמות Ḥokmot. La sagesse est un sujet central dans les livres dit « sapientiels », c'est-à-dire les Proverbes, les Psaumes, le Cantique des Cantiques, l'Ecclésiaste, le Livre de la Sagesse, la Sagesse de Sirach et, dans une certaine mesure, Baruch (les trois derniers sont des livres apocryphes/deutérocanoniques de l'Ancien Testament).

### Philon et le Logos
Philon, un Juif hellénisé vivant à Alexandrie, a cherché à concilier la philosophie platonicienne avec les Écritures juives. Influencé également par les idées stoïciennes, il a employé le terme grec logos, signifiant « parole », pour désigner le rôle et la fonction de la Sagesse. Ce concept a ensuite été repris par l'auteur de l'Évangile de Jean dans ses versets d'ouverture, où il est appliqué à Jésus-Christ en tant que Parole éternelle (Logos) de Dieu le Père.

## Jésus
D'après Perkins, avec l'apparition du gnosticisme (Ier-IIe siècle de notre ère), une tradition de sagesse a émergé, dans laquelle les enseignements de Jésus étaient perçus comme des révélations d'une sagesse ésotérique, permettant à l'âme de devenir divine par son identification à ladite sagesse.
Perkins ajoute qu'un mythe s'est développée au début du gnosticisme concernant de la descente d'une créature céleste pour révéler le monde divin en tant que véritable demeure des êtres humains. Le christianisme juif considérait le Messie, ou Christ, comme « un aspect éternel de la nature cachée de Dieu, son « esprit » et sa « vérité », qui s'est révélé tout au long de l'histoire sacrée. » .

## Sources
- Aldo Magris, « Gnosticism: Gnosticism from its origins to the Middle Ages (further considerations) », dans Lindsay Jones, Macmillan Encyclopedia of Religion, New York, Macmillan Inc., 2005, 2nd éd., 3515–3516 p. (ISBN 978-0028657332, OCLC 56057973)
- Pheme Perkins, MacMillan Encyclopedia of Religion, MacMillan, 2005, « Gnosticism: Gnosticism as a Christian heresy »